# Platygaster producta
Platygaster producta är en stekelart som beskrevs av Macgown 1979. Platygaster producta ingår i släktet Platygaster och familjen gallmyggesteklar. Inga underarter finns listade i Catalogue of Life.